# Kim-Hy-Gebiet
Kim Hỷ ist ein Naturschutzgebiet in der vietnamesischen Provinz Bắc Cạn. Das 157 km² große Naturschutzgebiet besteht seit 2003. Die Einrichtung des Schutzgebiets wurde ab 1997 geplant, ursprünglich mit einer Fläche von 186 km². Es umfasst die Kommunen Kim Hy, Luong Thuong, Lang San, An Tinh und den Distrikt Na Ri.

## Beschreibung
Das Naturschutzgebiet liegt auf Höhenlagen zwischen 250 und 938 Meter. Den Südwesten, mindestens die Hälfte der Gesamtfläche, nehmen Karststeinfelsen ein. Dort sind große Teile der bestehenden Berge noch bewaldet. Insgesamt tragen etwa 9.400 Hektar natürlichem Wald, davon sind 7.100 Hektar Karstwald. Im Norden und Osten zeigt die Topografie flaches Hügelland. Das dortige Landschaftsbild prägt ein Mosaik aus Brandrodungsflächen und verbliebenen Tieflandregenwaldinseln.

## Flora und Fauna
Besonders schützenswerte Tiere im Gebiet sind der Tonkin-Schwarzlangur (Trachypithecus francoisi), eine Unterart des Östlichen Schwarzen Schopfgibbons und der Cao-Vit-Gibbon (Hylobates concolor nasutus). Von letztgenannter Art hat nur eine Handvoll Individuen in dem Gebiet überlebt. Weiterhin kommen das Chinesische Moschustier (Moschus berezovskii) und der Südliche Serau (Naemorhedus sumatraensis) vor.
Seltene Pflanzenarten sind die Koniferen Keteleeria davidiana, Chinesische Douglasie (Pseudotsuga brevifolia) und Chinesische Hemlocktanne (Tsuga chinensis var. chinensis).